# Bauera
Bauera es un pequeño género de arbustos, endémicos del este de Australia. Se distribuyen por Australia Meridional, Tasmania, Victoria, Nueva Gales del Sur y Queensland. El género comprende 11 especies descritas y de estas, solo 3 aceptadas.

## Taxonomía
El género fue descrito por Banks ex Andrews  y publicado en Botanist's Repository, for new, and rare plants 3: , t. 198. 1801. La especie tipo es: Bauera rubioides Andrews (Dog Rose, River Rose)
Etimología
El género fue nombrado en honor del ilustrador botánico austriaco Ferdinand Bauer y su hermano Franz Bauer.

## Especies aceptadas
A continuación se brinda un listado de las especies del género Bauera aceptadas hasta marzo de 2013, ordenadas alfabéticamente. Para cada una se indica el nombre binomial seguido del autor, abreviado según las convenciones y usos:
- Bauera capitata Ser. ex DC.
- Bauera rubioides Andrews (Dog Rose, River Rose)
- Bauera sessiliflora F.Muell. (Grampians Bauera)